# Xenodiscula taintori
Xenodiscula taintori es una especie de molusco gasterópodo de la familia Sagdidae en el orden de los Stylommatophora.

## Distribución geográfica
Se encuentra en Guatemala y Nicaragua. 